# Иванушкин, Василий Иванович
Василий Иванович Иванушкин (25 декабря 1910 — 24 февраля 1975) — генерал-майор танковых войск ВС СССР, начальник Омского танкотехнического училища в 1961—1967 годах.

## Биография
Родился 25 декабря 1910 года в деревне Коробково (ныне в составе городского округа Навашинский Нижегородской области). Русский. Член ВКП(б). В РККА призван 12 апреля 1931 года по комсомольской мобилизации Володарским районным военкоматом, с июля 1931 по май 1932 года курсант Ленинградской Военно-теоретической школы. После её окончания назначен инструктором по моторам Военно-теоретической школы.
2 июля 1933 года назначен младшим танковым техником 2-го отдельного танкового батальона 32-й механизированной бригады. С марта 1934 года — начальник походных автомастерских ремонтно-восстановительного парка при этой же бригаде (служил с 22 ноября в Забайкальском военном округе). С июля 1937 года — начальник мастерских отдельного бронебатальона 57-го особого стрелкового корпуса. С 13 мая 1938 года — помощник командира 2-го отдельного танкового батальона по технической части при 11-й легкотанковой бригаде, с 13 февраля 1940 года — командир 16-го отдельного танкового батальона при той же бригаде, с октября того же года — командир 45-го отдельного танкового батальона при той же бригаде. Участник боёв на реке Халхин-Гол.
30 апреля 1941 года назначен командиром танкового батальона 141-го танкового полка 61-й танковой дивизии, в этой должности встретил Великую Отечественную войну. Во время Великой Отечественной и советско-японской войн (от Чойбалсана до Долонора) командовал следующими воинскими частями:
- 141-й танковый полк 61-й танковой дивизии (заместитель командира с 21 октября 1941 года)
- 142-й танковый полк 62-й танковой дивизии (с 5 июля 1942 года)
- 43-я отдельная танковая бригада (с 18 сентября 1943 года)

7 января 1946 года был назначен командиром 201-го танко-самоходного полка, 16 декабря того же года назначен исполняющим должность командира 205-го армейского танко-самоходного полка (утверждён в должности 20 мая 1947 года). С 13 января по 30 ноября 1949 года был слушателем Ленинградской высшей офицерской бронетанковой школы. 28 февраля 1950 года стал командиром 1-го гвардейского танкового полка 8-й гвардейской механизированной дивизии, 9 декабря того же года назначен заместителем командира 9-й танковой дивизии. С 13 февраля 1954 года — командир 25-й танковой дивизии.
С 17 ноября 1954 по 1 ноября 1955 года был слушателем Высших академических курсов при Высшей военной академии им. К. Е. Ворошилова. 27 декабря 1955 года был назначен командиром 2-й гвардейской танковой дивизии. С 18 февраля 1961 года по 7 августа 1967 года — начальник Омского танко-технического училища (нынешний Омский автобронетанковый инженерный институт). Уволен в запас по возрасту (статья 59, пункт «б»).
Скончался 24 февраля 1975 года.

## Воинские звания
Присваивались следующие воинские звания:
- Воентехник 1-го ранга (17 февраля 1938)
- Старший лейтенант (21 января 1939)
- Капитан (31 июля 1939)
- Майор (21 июля 1942)
- Подполковник (24 июня 1945)
- Полковник (20 апреля 1950)
- Генерал-майор (27 августа 1957)

## Награды
- Орден Красного Знамени
  - 29 августа 1939[3]
  - 19 ноября 1951[3]
- Орден Кутузова II степени (31 августа 1945)[a] — за успешное выполнение заданий командования[2]
- Орден Красной Звезды (24 июня 1948)[3]
- Медаль «За боевые заслуги» (3 ноября 1944)[3][2]
- Медаль «За победу над Германией в Великой Отечественной войне 1941—1945 гг.» (9 мая 1945)[3]
- Медаль «За победу над Японией» (30 сентября 1945)[3]
- Медаль «30 лет Советской Армии и Флота» (1948)[1]
- Медаль «40 лет Вооруженных Сил СССР» (1958)[1]
- Знак «Участнику боёв у Халхин-Гола»

## Комментарии
1. ↑  Награждён фактически 12 сентября 1945 года[3], но представлялся к ордену Суворова II степени[2]